# Большая Талдура
Большая Талдура (также Большой Талдуринский, Талдуринский) — ледник на Южно-Чуйском хребте Алтайских гор. Расположен на юго-востоке Республики Алтай, на территории Кош-Агачского района. Имеет площадь около 28 км² и длину до 8 км, являясь таким образом одним из крупнейших ледников в регионе. Открыт профессором Томского университета В. В. Сапожниковым в 1897 году.
Своё начало ледник берёт с фирновых полей вершин: Ольга, Гребешок, Иикту и др. Главная — острая и скалистая Иикту, относится к западной части ледникового бассейна, однако большее значение для питания ледника имеет снежная и массивная двуглавая вершина Ольга, поднимающаяся над средней частью ледника. В восточной части выделяется высокая Талдуринская ограда, скальная, но играющая большую роль в формировании фирнового бассейна ледника. Целый ряд составляющих ледник потоков располагается веерообразно, собирая снега как с главного хребта, так и с поперечных высоких гребней по сторонам фирнового бассейна. Выходя же в долину ледник разделяется на три языка.
В настоящее время ледник отступает, оставляя после себя ярко выраженные формы рельефа — морены, кары и т. д. За полвека наблюдений в верхней части Большой Талдуринский ледник опустился на 150—200 м, при этом общая толщина льда по некоторым подсчётам равна 175 м. Снеговая линия, которая пролегала раньше на значительном расстоянии от склонов, теперь вошла вовнутрь каров.
С ледника берёт своё начало река Талдура. В окрестностях можно встретить таких редких животных, как чёрный гриф, снежный барс и антилопа дзерена.
Ледник достаточно популярен среди альпинистов.